# Niederhersbach
Niederhersbach war eine Hofschaft in der Stadt Halver im Märkischen Kreis im Regierungsbezirk Arnsberg in Nordrhein-Westfalen (Deutschland). Bei dem Bau der Kerspetalsperre wurde der an dem Bach Kerspe liegende Ort zwischen 1910 und 1912 abgetragen. Das frühere Gelände des Ortes wurde beim Aufstau der Talsperre überflutet.

## Lage und Beschreibung
Niederhersbach lag auf einer Höhe von ca. 310 m ü. NHN im südlichen Halver an der Stadtgrenze zu Kierspe. Nachbarorte waren Oberhersbach, Schlachtenrade, Voswinkel, Ober- und Niederbommert, Großfastenrath, Ober-, Mittel- und Niederheukelbach und Rönsaler Löh. 

## Geschichte
Niederhersbach wurde erstmals 1557 urkundlich erwähnt, die Entstehungszeit der Siedlung wird in der ersten Hälfte des 16. Jahrhunderts vermutet. Der Hof war ein Abspliss der Hofschaft Voswinkel.
1818 lebten 26 Einwohner im Ort. 1838 gehörte Niederhersbach als Niedern-Hersbach der Bommerter Bauerschaft innerhalb der Bürgermeisterei Halver an. Der laut der Ortschafts- und Entfernungs-Tabelle des Regierungs-Bezirks Arnsberg als Hof kategorisierte Ort besaß zu dieser Zeit fünf Wohnhäuser, drei Fabriken bzw. Mühlen und vier landwirtschaftliche Gebäude. Zu dieser Zeit lebten 30 Einwohner im Ort, allesamt evangelischen Glaubens.
Das Gemeindelexikon für die Provinz Westfalen von 1887 gibt eine Zahl von 41 Einwohnern an, die in sieben Wohnhäusern lebten.
Von 1908 bis 1912 baute die Großstadt Barmen (heute zu Wuppertal) an dem 25 Kilometer entfernten Bach Kerspe eine Trinkwassertalsperre, die mittels Versorgungsstollen bis heute ein Eckpfeiler der Wuppertaler Trinkwasserversorgung ist. Niederhersbach gehörte zu den Ortschaften, die im Rahmen des Talsperrenbaus abgetragen wurden, da sie im Staubereich oder den Wasserschutzzonen I bis II lagen.